# (163626) Glatfelter
(163626) Glatfelter est un astéroïde de la ceinture principale.

## Description
(163626) Glatfelter est un astéroïde de la ceinture principale. Il fut découvert le 27 octobre 2002 à Wrightwood par James Whitney Young. Il présente une orbite caractérisée par un demi-grand axe de 3,20 UA, une excentricité de 0,16 et une inclinaison de 2,4° par rapport à l'écliptique.

## Compléments